# Emma Gilbert
Emma Gilbert es una de las tres sirenas de la serie de televisión australiana H2O: Just Add Water. Junto con Cleo y Rikki, Emma descubre sus poderes después de su viaje a la Isla de Mako. Es interpretada por la actriz Claire Holt. Después de grabar la segunda temporada Claire Holt no volvió a aparecer en la serie porque estaba ocupada filmando The Messengers 2: The Scarecrow y fue sustituida por Indiana Evans haciendo el papel de Bella Hartley

## Biografía
Cuando solo tenía seis meses de edad, Emma se introdujo en el mundo de la natación de la mano de su padre, Neil Gilbert. Desde entonces, Emma ha dedicado la mayor parte de su tiempo libre a la natación de competición y ha ganado innumerables trofeos por ello. A diferencia de Cleo y Rikki, Emma se crio en un ambiente más rico, ya que su padre es un hombre de negocios. Su madre, Lisa Gilbert, que una vez fue un salvavidas júnior, colecciona figuras de cristal. El trabajo de su padre le permite afiliarse a los asuntos de negocios de Harrison Bennett. Emma y su hermano, Elliot Gilbert, crecieron con Zane Bennett, el hijo de Harrison, desde que tenían tres años de edad. A pesar de ser compañeros desde pequeños, Emma y Zane se comenzaron a llevar peor a medida que crecían. Debido a que sus padres siguen siendo amigos cercanos, los dos siguieron teniendo actitudes amistosas el uno hacia el otro, pero solo para mantener las apariencias ante sus familias.
A pesar de crecer en un estilo de vida de ricos, Emma no tiene la personalidad de una snob. A diferencia de su popular compañera de clase, Miriam Kent, a Emma y a su hermano les enseñaron a ser respetuosos y sinceros el uno con el otro. Tienen el estilo de vida de una familia perfecta, de hecho Emma admite sentirse culpable cada vez que tiene que mentir a su hermano o a sus padres. A diferencia de su amiga, Cleo Sertori, Emma comparte una relación más estrecha con su hermano menor, Elliot, y muchas veces trata de consolarlo y tranquilizarlo cada vez que está triste. Aunque, a veces, siguen poniéndose de los nervios el uno al otro.
Cuando eran pequeñas, Cleo y Emma se hicieron buenas amigas, hasta el punto de ser amigas íntimas. Debido a su intenso entrenamiento para el equipo de natación, Emma asistió solo a la primera fiesta de cumpleaños de Cleo. Después de años de ausencia, Emma no sabía que las fiestas de Cleo, organizadas por su padre seguían siendo igual de infantiles.

## Personalidad
Emma tiene mucha seguridad en sí misma y es muy responsable. Tiene una personalidad muy fuerte, aunque a veces pierde el control. A veces es mandona e irritante. Vivir con una "familia perfecta", provocó en ella la necesidad de ser una perfeccionista. Le gusta ser la más organizada y no puede dejar de animar a otros a hacer lo mismo. Es una persona algo impulsiva.
Ella parece ser más empática que su amiga, Rikki Chadwick, cuando se trata de entender los sentimientos de otras personas y los problemas cotidianos. Tiende a expresar muchas preocupaciones por sus amigos e incluso trata de hacer lo imposible por ellos. Ha llegado a intentar restaurar el barco hundido de la señorita Louise Chatham. Aunque Emma es la más concienzuda de las tres chicas, a veces se puede ser pedante, puesto que reconoce masticar la comida un número determinado de veces, considerándolo como algo normal.
Emma muestra ser muy responsable levantándose muy temprano para ir a trabajar al café, llegando antes de abrir. Anima constantemente a su hermano y a sus amigos a parecerse a ella y se molesta cuando las cosas no están organizadas. Esto tiende a enloquecer a los de su alrededor en los momentos en los que se hace muy insistente.
Muchas veces, no escucha lo que dicen los demás y asume la situación, empeorándola. A la hora de la verdad, en algunos eventos, demuestra a los demás que puede estar igual o más cualificada que los demás. En "Riding for a Fall", trata de mostrar sus nuevos conocimientos acerca de montar a caballo a Ash, pero su plan fracasa completamente. En "Rebelde Emma", trata de convertirse en una chica rebelde, al igual que Rikki, para demostrar que ella también puede ser despreocupada e irresponsable. Lo hace montando una fiesta mientras sus padres están fuera. Cuando se le va de las manos, con la ayuda de Rikki, consigue que se detenga y admite que ella no es así. Pero en el mismo episodio muestra su verdadera honestidad al confesar que fue ella quién organizó la fiesta, aun cuando Rikki se había inculpado; a pesar de que el montar la fiesta había provocado que se enfadara con Rikki.
Muchas veces, Emma no está de acuerdo y discute con Rikki, que es su polo opuesto. En contraste con la personalidad rebelde y despreocupada de Rikki, Emma es el control y el orden. Debido a sus personalidades opuestas y sus distintos ideales, Emma y Rikki sostienen a menudo diversos conflictos, dejando a Cleo entre el conflicto de las dos.

## Aspecto
Emma tiene el pelo rubio dorado y los ojos azul claro. Su piel es tersa y suave. En su forma humana, habitualmente tiene el pelo recogido en una coleta, pero a veces lo suelta. Como sirena, su pelo está suelto y tiene una cola con escamas de color naranja de escamas con un corpiño, que también es de escamas naranjas. En el episodio "Red Herring", Emma decidió cambiar su color de pelo, pero Cleo, accidentalmente, le dio un tinte de rojo vivo. Dado que su pelo fue teñido cuando tenía forma de sirena, vuelve a la normalidad cuando Emma se convierte en humana. Al final, decide volver a teñirse para tener su pelo con su color original. En la temporada 1 y el comienzo de la temporada 2, Emma lleva un uniforme estilo hawaiano en el JuiceNet Café con un pequeño delantal blanco sobre sus pantalones. Cuando Ash se convierte en el nuevo supervisor de la cafetería, lleva un polo azul y rojo con un pequeño bordado de una piña y un sombrero a juego. Emma trató de convencer a Ash de eliminar el gorro, pero mantuvo la parte superior del uniforme. Su ropa tiene un mucho azul y blanco, representando su poder: congelar el agua.

## Habilidades
Antes de convertirse en sirena, Emma nadaba en competencias y obtuvo muchos trofeos por ello. Como sirena, Emma posee el poder de congelar el agua, pero en el capítulo "Stormy Weather" una noche de luna llena sus poderes aumentan a niveles más altos. También puede nadar rápidamente (600km/h) y aguantar la respiración por 24 horas. Y también pueden llegar a profundidades que ni los buceadores pueden alcanzar. 

## Transformación
Un día, Cleo estaba ayudando a Emma a entrenar para su competición de natación regional cronometrándola. Cuando Cleo se fue a casa, Emma aún quedaba entrenando un poco más. Más tarde, durante el camino a casa, Emma se encontró con Cleo, que estaba navegando en la zodiac de Zane con Rikki, la chica nueva. Cleo y Rikki la invitaron a dar un paseo y Rikki sugirió salir a mar abierto con el objetivo de divertirse, pero Emma estaba un poco preocupada. Con la despreocupación de Rikki para manejar la zodiac en mar abierto, a millas de la costa, las chicas pronto se dieron cuenta de que se encontraban sin combustible en el medio del océano. Con pocas opciones, las tres chicas remar hasta la isla de Mako.
Una vez allí, Emma y sus amigos reflexionaron sobre la forma de llamar para pedir ayuda. Siendo la más preparada del grupo, Emma sacó su teléfono móvil, pero solo para descubrir que no tenía señal. Emma sugirió que deberían dirigirse hacia el interior, a una altitud mayor con la esperanza de obtener señal de llamada. A medida que se aventuraban más en las profundidades de la selva de la isla, las chicas pronto encontraron un claro donde el río formaba una cascada. Mientras que Emma y Rikki son capaces de saltar la pequeña cascada, Cleo vacila y sin previo aviso, cae en un agujero. Las otras dos la siguen y continúan y se aventuran en la cueva subterránea, buscando una salida.
Varias horas después, los tres termina de revisar la cueva y llegan a un estanque situado debajo del volcán inactivo de la isla. Emma se da cuenta de que el estanque de la Luna está conectado con el océano y puede haber una salida. Cuando la encuentra, ella y Rikki convencen a Cleo de que intente escapar con ellas. Cuando las tres entraron en la piscina, la luna llena, se alineó con el estanque de la luna, haciendo brotar de él burbujas y un resplandor azul muy místico. Ajenas a lo que estaba sucediendo en su cuerpo, las chicas se aventuran en mar abierto, donde son rescatadas por los guardacostas locales.
Alrededor de doce horas más tarde, por la mañana, Emma fue al mar para nadar. Después de diez segundos en el agua, Emma se sorprendió al sentir quese había convertido en una sirena y que en el lugar de sus piernas había brotado una cola con escamas naranjas. Más tarde confirmó que no era la única que se había convertido en sirena, ya que le había sucedido lo mismo a Cleo y a Rikki.

## Hechizo de Luna Llena
En el episodio "Hechizo de luna", Emma decidió asumir la tarea de organizar a su padre una fiesta sorpresa. Durante la fiesta, Emma se convierte en la primera de las tres chicas en caer bajo los efectos de la luna llena, cuando vio su reflejo en un tazón de ponche de frutas. La magia de la luna llena, la convierte en lo opuesto a sí misma, una sirena salvaje, y sin preocupaciones. En este estado, expresa libremente sus verdaderas opiniones sobre las personas, independientemente de si les ofende o no. Bajo el efecto de la luna llena, Emma se siente inexplicablemente atraída hacia el agua y hacia la Isla de Mako. También la llevó a convertirse en una sirena cuando se sumergió en el canal, pero no desaparecía su cola, a pesar del intento de Rikki de secarla. El hechizo de la luna también causó a Emma un antojo de mariscos, incluyendo pescado crudo, la dieta habitual de una sirena en toda regla. El hechizo la llevó a expresar sus verdaderos sentimientos hacia Bayron besándolo y seduciéndolo dos veces. Emma no vuelve a ser un ser humano hasta que amanece, borrándosele de la memoria todo lo que había pasado la noche anterior.

## Café JuiceNet
El episodio de "The Big Chill" Emma empezó a trabajar en el cibercafé. Con su obsesión por la organización, la perfección y el orden, Emma cambió el negocio por completo, ordenando alfabéticamente la fruta, ordenando los objetos por colores, y organizando el momento de tomar nota del pedido de los clientes. Por lo general, llega a trabajar mucho antes de que los otros empleados y se queda hasta después del cierre. En una ocasión, Emma mueve algunos hilos para que Wilfred le preste su café a su clase para organizar el baile de fin de curso.
En la segunda temporada, Emma se empeñó en conseguir el trabajo como nuevo supervisor de la cafetería y aconsejó a Wilfred contratar a uno. Desafortunadamente, él contrató a Ash, que solo le hacía sentir hacia más rencor hacia él, aunque al final se acaban enamorando. Emma ganó el premio como "Mejor Empleado del Mes".

## Fiebre de pescado
Pese a no estar bajo la influencia de la luna llena, Emma, una vez más desarrolla un deseo de pescado crudo y mariscos en el capítulo "Fiebre de pescado". Cuando ayuda con la búsqueda de un coral para el nuevo acuario de Cleo, Emma accidentalmente se corta con un extraño coral de los colores del arco iris. Desconocido para las chicas, el coral venenoso puede afectar tremendamente a una sirena. Al principio, la lleva a estar exaltada, pero cuanto más se filtra el veneno en el cuerpo de Emma, más voraz se vuelve. El veneno también causó una tremenda mutación en el sistema físico de Emma. Para Emma, su cola, habitualmente es naranja, poco a poco se vuelve blanca, con las manos más palmeadas, sus uñas con garras, su piel más monstruosa, y de su cuello brotan branquias. Se curó cuando Lewis le roció un antídoto desarrollado por Laurie.

### Hydro-Cryokinesis
Emma es la segunda sirena para descubrir sus poderes sobre el agua: la capacidad de congelar el agua, normalmente llamado Hydro-Cryokinesis. Su habilidad puede hacer que las cosas se vuelvan lo suficientemente frágiles como para romperlas ella misma, como una cerradura electrónica. Puede congelar una persona en su totalidad e inmovilizarla congelando sus trajes de neopreno. Con el poder de Cleo, Emma puede crear esculturas de hielo o esferas de hielo, pero con el tiempo se funden o se rompen. En un primer momento, solo podía congelar las cosas con agua sobre ellas. Sin embargo, en varias ocasiones, Emma fue capaz de congelar, enfriar, y bloquear objetos con sus poderes, sin la ayuda del agua. Esto podría implicar que se puede congelar las moléculas de agua alrededor de los objetos en seco.

## Poder avanzado
En el estreno de la segunda temporada de "Control", una luna llena especial junto con una rara alineación planetaria fortalece en gran medida y aumenta sus poderes a niveles mucho más potentes. El nuevo poder de Emma es la Cryokinesis, el poder de crear tormentas de hielo y controlar las nubes. Le permite congelar cualquier objeto sin agua, incluso congelar toda una habitación. En combinación con los poderes descontrolados de Cleo y Rikki, puede crear tormentas eléctricas inusualmente fuertes y hacer levitar a una persona.

## Relaciones

### Byron
En la primera temporada estaba enamorada de Byron, un campeón local de surf. Al principio, Emma negó tener sentimientos hacia él, a pesar de algún obvio coqueteo como teñirse el pelo después de hablar con él en el parque marino. Emma dice que ella y Byron son solo amigos, pero después de ser golpeada por el poder de la luna llena, comienza a coquetear y seducir a Byron en la fiesta sorpresa de su padre. En un episodio posterior, Byron le pidió que fuera su entrenador de natación para el torneo de natación que se avecinaba contra Zane. Debido al riesgo de mojarse, Emma se negó en un primer momento, con Cleo y Rikki de acuerdo. Al ver cómo lo trataba Zane, Emma cambia de idea y decide entrenar a Byron. Cuando se enteraron de la noticia, Cleo y Rikki acusaron a Emma de entrenar a Byron porque le gustaba. Emma lo negó e insistió en que solo quería que ayudarle a ganar el primer lugar contra Zane. Pero durante el entrenamiento se besaron, que dio lugar a Emma a negarse a entrenar más tiempo. Al tener una pelea, Emma le dijo a Byron que no iba a ganar el primer puesto. Decidieron volver a ser amigos después de eso, y hasta bailó con él en el baile de la escuela, hacia el final de la temporada. Sin embargo, su relación nunca avanzó para llegar a ser novios y el actor no apareció en la segunda temporada.

### Ash Dove
En la segunda temporada su interés amoroso es Ash, un instructor de equitación y el nuevo supervisor del JuiceNet Café a partir de la segunda mitad de la segunda temporada. Emma fue alentada en varias ocasiones por sus amigas Rikki y Cleo para revelar su secreto de ser sirena a Ash porque él no cesaba en su intención de descubrir su secreto.
Al principio, Emma despreció Ash y pensó que era una persona arrogante cuando lo conoció como el instructor de su hermano Elliot. Pero cuando accidentalmente envenenó a su caballo, Rebelde, Emma usó su poder para crear nieve con el fin de curar al caballo. Sorprendido de que ella se quedara con el caballo enfermo durante la noche, Ash expresó su agradecimiento a ella.
Más tarde, cuando Ash fue elegido para ser el nuevo supervisor del JuiceNet Café, Emma lo odiaba más porque creía que le había robado el puesto de trabajo que estaba destinado para ella. Al no poder conseguir que los otros empleados se unieran a la huelga protestando por los cambios de Ash, Emma sintió más odio a Ash. Emma se sintió impotente cuando vio a Ash introducir nuevos horarios para el personal, nuevos uniformes, quitar una receta de su propia invención del menú, cambiar el sistema de la cámara refrigerado e incluso crear juegos de baloncesto para los clientes. Cuando Emma vio lo mucho que le gustaba a todos, decidió tragarse su orgullo y felicitarlo por los cambios, pero lo suelta al descubrir que Ash la había despedido. Culpándola por no seguir sus órdenes para el nuevo sistema de almacenamiento en la cámara refrigeradora y el fomento de una huelga en contra de él, Ash la despidió, solo que descubrió que ella era inocente y que había sido Ámbar, una empleada que no se había acostumbrado tan rápido a sus normas. Ash se presentó en la casa de Emma, rogándole que volviera, aunque ella no quería, al principio. Se ofreció a  reducir la velocidad de los cambios de sus ideas para el café, admitió que ella tenía razón, y se ofreció a volver a poner su receta casera de zumo en el menú para que volviese a trabajar allí. Después de todos esos cambios que habían terminado en solo peleas, resultó que Ash invitó a Emma a salir, Emma confundida por la propuesta igual decide aceptar, tiempo después se vuelven novios.
En un momento, Ash casi obligó a Emma a entrar en el agua porque creía que ella padecía hidrofobia y creyó que la ayudara a superar sus miedos. Por suerte, ella lo convenció de salir justo a tiempo, pero estaba otra vez en peligro de tener que revelar su secreto cerca del final de la segunda temporada. A medida que crecía la presión en su relación con Ash, exigió saber lo que estaba pasando, aunque se negó a pesar de que Charlotte estaba usando sus poderes mágicos en su contra, casi dejando al descubierto su secreto delante de él. Al final de la segunda temporada, Emma decidió revelar a Ash que era una sirena.

## Ausencia
Emma estuvo ausente durante un episodio, "El código Gracie, parte 1". En cambio, solo apareció en un flashback donde se encontraba el medallón de Gracie en el fondo del estanque de la Luna, ya que explican que Gracie arrojó allí el collar antes de perder sus poderes para siempre. En la tercera temporada, Emma no aparece porque Claire Holt estaba ocupada filmando The Messengers 2: The Scarecrow. Para explicar su ausencia, los productores decidieron que Rikki y Cleo mencionan en el primer capítulo de la tercera temporada que se había ido un año de viaje con su familia.
En el episodio 4 de la tercera temporada la hermana de Cleo hace referencia a Emma, diciendo que "cuando su hermana empezó a salir con chicos, siempre estaba con Rikki y Emma".
De partir de ahí ya no se sabe nada más del personaje.